# Calcio Riccione 1989-1990
Questa pagina raccoglie le informazioni riguardanti il Calcio Riccione nelle competizioni ufficiali della stagione 1989-1990.

## Rosa
| N. |                   | Ruolo | Calciatore         |
| -- | ----------------- | ----- | ------------------ |
|    | Italia (bandiera) | C     | Daniele Ballarini  |
|    | Italia (bandiera) | D     | Oscar Bianchi      |
|    | Italia (bandiera) | D     | Fabio Castellani   |
|    | Italia (bandiera) | D     | Gianpaolo Colautti |
|    | Italia (bandiera) | D     | Paolo Conti        |
|    | Italia (bandiera) | A     | Gianni De Rosa     |
|    | Italia (bandiera) | D     | Maurizio Dozzi     |
|    | Italia (bandiera) | A     | Marco Ferraro      |
|    | Italia (bandiera) | C     | Fabio Fiaschi      |
|    | Italia (bandiera) | C     | Stefano Fiori      |
|    | Italia (bandiera) | A     | Daniele Fraternali |
|    | Italia (bandiera) | C     | Mario Goretti      |

| N. |                   | Ruolo | Calciatore            |
| -- | ----------------- | ----- | --------------------- |
|    | Italia (bandiera) | C     | Pasquale Iachini      |
|    | Italia (bandiera) | D     | Andrea Lega           |
|    | Italia (bandiera) | P     | Pietro Martini        |
|    | Italia (bandiera) | C     | Paolo Mingatti        |
|    | Italia (bandiera) | D     | Marco Mingucci        |
|    | Italia (bandiera) | P     | Maurizio Moscatelli   |
|    | Italia (bandiera) | P     | Andrea Muccioli       |
|    | Italia (bandiera) | C     | Daniele Pivi          |
|    | Italia (bandiera) | C     | Paolo Reciputi        |
|    | Italia (bandiera) | C     | Piergiorgio Sacchetti |
|    | Italia (bandiera) | D     | Davide Tentoni        |
|    | Italia (bandiera) | C     | Giuseppe Troise       |